# پولین (خواننده)
پولین واسور (زاده ۵ ژانویه ۱۹۸۸ در لانس) که به پولین شهرت دارد، خواننده، ترانه‌سرا، آهنگ‌ساز و تنظیم‌کننده موسیقی فرانسوی است.

## بیوگرافی

### دوران کودکی
پولین واسور موسیقی را با یادگیری پیانو در پنج سالگی آغاز کرد و در دوازده سالگی به هنرستان عالی موسیقی لیل رفت و در پانزده سالگی موفق به اخذ دیپلم موسیقی شد.
وقتی تنها پانزده سال و نیم داشت توسط ژان-کلود گرانسیا، مدیر کمپانی کپیتال رکوردز (ایمی) کشف شد و این کمپانی تصمیم گرفت تا قراردادی با این هنرمند به امضا کند.

### سلام دنیا (۲۰۰۷-۲۰۰۹)
یکم اکتبر ۲۰۰۷ اولین آلبوم پولین، با نام سلام دنیا منتشر شد. پولین با آهنگی به همین اسم به بالایی رسید و این آهنگ تبدیل به یکی از پرطرفدارترین آهنگ‌های سال ۲۰۰۸ می‌شود و رتبه هشتم جدول پنجاه آهنگ برتر آن سال به خود اختصاص می‌دهد و با فروش بیش از ۱۰۰هزار نسخه از آن موفقیت بزرگی را برای پولین نوظهور به همراه می‌آورد.
پولین ترانه‌سرا و آهنگساز آثار خودش نیز هست که از جمله می‌توان به اولین آهنگ آلبوم «زندگی در رویا» که شعرش را در پانزده سالگی سروده است.